# Миклашевская, Наталья Николаевна
Наталья Николаевна Миклашевская (род. 4 августа 1929) — советский и российский антрополог, доктор биологических наук, специалист в области возрастной антропологии, внесла большой вклад в развитие школы ауксологии.

## Биография
Н. Миклашевская родилась 4 августа 1929 года в семье Николая Николаевича Миклашевского и Лидии Николаевны Бехтеревой. Её мать была внучатой племянницей невропатолога Владимира Михайловича Бехтерева. Отец, инженер-электрик, участвовал в строительстве нескольких электростанций. В 1947 году Миклашевская поступила на Биологический факультет МГУ. После окончания университета и аспирантуры по кафедре антропологии, Миклашевская работала сначала на кафедре антропологии, а в 1962 году перешла в НИИ и Музей Антропологии МГУ, где продолжала работать до 1991 года. В 1985 г. Н. Миклашевская защитила докторскую диссертацию на тему «Ростовые процессы у детей и подростков различных этнотерриториальных групп СССР». С 1991 года Н. Миклашевская проживала в США.

## Научная деятельность
Своими научными учителями Н. Миклашевская считает Георгия Францевича Дебеца, Якова Яковлевича Рогинского и Марию Степановну Акимову. Начав с изучения проблем расоведения и защитив диссертацию на тему «Этногенез киргизского народа», Миклашевская перешла к исследованиям в области возрастной антропологии и в 1969 возглавила созданную ею лабораторию возрастной антропологии в НИИ и Музее антропологии МГУ. Темы исследований лаборатории включали возрастные изменения в росте размеров тела, головы и лица подростков разных этнических групп, акселерация соматического роста школьников, процессы роста в условиях высокогорья, изучение феномена долгожительства.
В рамках этих исследований Н. Миклашевская участвовала в большом количестве экспедиций на Кавказ, в Среднюю Азию, Бурятию, Архангельскую область и другие районы бывшего Советского Союза. В
1969 году Н. Миклашевская стажировалась в Англии в лаборатории Джеймса М. Таннера, изучавшего рост и развитие подростков во время полового созревания. Исследования
процессов роста в условиях высокогорья проходили в рамках международной биологической программы по адаптации человека, возглавляемой американским физическим антропологом П. Т. Бейкером получили мировую известность и вошли в итоговое издание «The Biology of high altitude peoples».
В 1985 году Н. Миклашевская защитила докторскую диссертацию «Ростовые процессы у детей и подростков различных этнотерриториальных групп СССР», потом изданную в качестве книги.
Н. Миклашевская является автором более 100 научных публикаций. Она одна из основателей Российского отделения Европейской антропологической ассоциации (ЕАА), многолетний член российского периодического издания "Вопросы антропологии" и ряда зарубежных антропологических журналов.

## Награды
За работы в области возрастной антропологии и заслуги в науке, в 1989 году Н. Миклашевская была награждена медалью имени Алеша Грдлички чешского
антропологического общества  и Медалью японского общества развития науки. В 1990 году книга «Ростовые процессы у детей и подростков» получила вторую премию Московского
общества испытателей природы за лучшие научные публикации.

## Семья
Муж — доктор биологических наук Юрий Ильич Аршавский.
Сын — Вадим Аршавский, профессор университета Дюка в областях офтальмологии, фармакологии, и клеточной биологии.
Свекр - Аршавский, Илья Аркадьевич, советский физиолог, доктор биологических наук, специалист в области возрастной физиологии.

## Избранные труды
- Н.Н. Миклашевская, В.С. Соловьёва, Е.З. Година. Ростовые процессы у детей и подростков. — М.: Изд-во МГУ, 1988. — 184 с.
- Н.Н. Миклашевская. Ростовые процессы у детей и подростков различных этнотерриториальных групп СССР. — Автореф. дис. на соиск. учен. степ. д-ра биол. наук. — М., 1985. — 47 с.
- Е.З. Година, Н.Н. Миклашевская. Экология и рост: влияние факторов окружающей среды на процессы роста и полового созревания человека. // В кн.: Рост и развитие детей и подростков. — М.: ВИНИТИ, 1989. — С. 77 - 134.
- Н.Н. Миклашевская. Краниология киргизов // Труды Киргизской археолого-этнографической экспедиции. — 1959. — Т. 2. — С. 266—294.
- Miklashevskaya, N. N. The effect of climatic factors on growth processes in man. (англ.) // Collegium Antropologicum. — 1979. — Iss. 3. — P. 173-182.
- Miklashevskaya, N. N. Sex differences in growth of the head and face in children and adolescents. (англ.) // Human Biology. — 1969. — Iss. 41, no. 2. — P. 250-262.

- Miklashevskaya, N. N., V. V. Solovyova, E. Z. Godina. Growth and development in high altitude regions of Southern Kirghizia (англ.) // U.S.S.R. Field Projects. — Miami, Florida, 1973.